# Bolide de Russie occidentale du 21 juin 2018
Le 21 juin 2018 à 1 h 16 min 20 s UTC (maximum de brillance), un bolide s'est désintégré dans le ciel de la Russie occidentale, par 52,8 degrés de latitude nord et 38,1 degrés de longitude est.
Le bolide a été détecté par les capteurs du gouvernement américain à une altitude de 27,2 kilomètres. L'énergie totale libérée est estimée à 1224 milliards de joules ; l'énergie totale calculée de l'impact est de 2,8 kilotonnes. L'événement serait dû à un petit corps d'environ quatre mètres.
Ce bolide fut le plus important entre celui ayant eu lieu le 15 décembre 2017 au Kamtchatka et celui de la mer de Béring du 18 décembre 2018.
Le 29 juin, l'Université d'Helsinki annonce que des fragments de météorite ont été trouvés.